# Pseudanaesthetis mizunumai
Pseudanaesthetis mizunumai là một loài bọ cánh cứng trong họ Cerambycidae.